# مقاومة أورفة
كانت مقاومة أورفة أو تمرد أورفة ((بالتركية: Urfa İsyanı)‏) المقاومة الأرمنية في أورفة خلال الحرب العالمية الأولى والتي ظهرت كرد فعل على تصرفات الحكومة العثمانية (انظر مذابح الأرمن). وتم قمع هذه المقاومة بعد التدخل الألماني.
تم طرد 400 شخص، خلال مذابح أورفة التي بدأت في منتصف أغسطس بين يومي 15-19، خارج البلدة وقُتلوا، بينما فضل الأرمن في أورفة أن يعلنوا المقاومة بدلاً من طردهم وقتلهم.
في 27 مايو 1915، أسرت السلطات العثمانية عدة مئات من الأرمن في أورفة. وعقد المجتمع اجتماعًا من أجل إيجاد حل لهذه الأزمة. وفكر المشاركون في العديد من التكتيكات المختلفة. وكان مجرديتش يوتنجباريان وأنصاره من بين القلائل الذين فضلوا القتال حتى الموت بدلاً من الرضوخ للعثمانيين. وقد جعلت مجزرة أضنة يوتنجباريان أكثر حذرًا من حكومة تركيا الفتاة الجديدة ومن الدستور التركي.
وبقيادة مجرديتش الذي له جاذبية كقائد، استمرت مقاومة المقاتلين الأرمن في البيوت الحجرية المحصنة لمدة ستة عشر يومًا وتم قمع المقاومة بمساعدة إحدى وحدات التعزيز المكونة من ستة آلاف جندي تركي، كانوا مجهزين بالمدفعية الثقيلة.